# Tambourissa parvifolia
Tambourissa parvifolia är en tvåhjärtbladig växtart som beskrevs av John Gilbert Baker. Tambourissa parvifolia ingår i släktet Tambourissa och familjen Monimiaceae. Inga underarter finns listade i Catalogue of Life.